# 5차 소닉 스타리그
5차 소닉 스타리그(5th Sonic Starleague)는 소닉TV가 주최한 소닉 스타리그의 5번째 대회이다.

## 리그 개요
- 기간 : 2011년 7월 29일 ~ 2011년 8월 20일
- 중계 : 아프리카TV
- 방식 : 32강, 16강 조별 리그, 8강 토너먼트
- 사용된 맵 : 서킷 브레이커, 투혼, 라 만차, 네오 아즈텍, 신 피의 능선
- 상금 규모 : 총 115만원
  - 1위 : 70만원
  - 2위 : 30만원
  - 3위 : 15만원